# Postępowanie naprawcze
Postępowanie naprawcze – rodzaj postępowania wprowadzonego przez przepisy ustawy z dnia 28 lutego 2003 r. – Prawo upadłościowe i naprawcze (Dz.U. z 2025 r. poz. 614).
Postępowanie to stosowało się wobec przedsiębiorców, którzy byli zagrożeni niewypłacalnością, a jego podstawowym celem było uchronienie takich przedsiębiorców przed upadłością i doprowadzenie do układu z wierzycielami. Przedsiębiorca był zagrożony niewypłacalnością, jeżeli pomimo wykonywania swoich zobowiązań, według rozsądnej oceny jego sytuacji ekonomicznej było oczywiste, że w niedługim czasie stanie się niewypłacalny.
Jeśli przedsiębiorca uznał, że był zagrożony niewypłacalnością, wówczas mógł złożyć w sądzie oświadczenie o wszczęciu postępowania naprawczego, oraz:
- plan naprawczy,
- aktualny wykaz majątku z szacunkową wyceną jego składników,
- aktualne sprawozdanie finansowe, a jeżeli na podstawie odrębnych przepisów nie miał obowiązku sporządzania takiego sprawozdania - bilans sporządzony dla celów tego postępowania, na dzień nie późniejszy niż trzydzieści dni przed złożeniem wniosku;
- spis wierzycieli z podaniem ich adresów i wysokości wierzytelności każdego z nich oraz terminów zapłaty, a także listę zabezpieczeń dokonanych przez wierzycieli na jego majątku wraz z datami ich ustanowienia;
- oświadczenie o spłatach wierzytelności lub innych długów dokonanych w terminie sześciu miesięcy przed dniem złożenia wniosku;
- spis podmiotów zobowiązanych majątkowo wobec dłużnika wraz z adresami, z określeniem wierzytelności, daty ich powstania i terminów zapłaty;
- wykaz tytułów egzekucyjnych oraz tytułów wykonawczych przeciwko dłużnikowi;
- informację o postępowaniach dotyczących ustanowienia na majątku dłużnika hipotek, zastawów, zastawów rejestrowych i zastawów skarbowych oraz innych obciążeń podlegających wpisowi w księdze wieczystej lub w rejestrach, jak również o prowadzonych innych postępowaniach sądowych lub administracyjnych dotyczących majątku dłużnika;
- miejsce zamieszkania i adresy reprezentantów spółki lub osoby prawnej i likwidatorów, jeżeli byli ustanowieni.
- oświadczenie z podpisem notarialnie poświadczonym o prawdziwości danych i oświadczenia, zawartych w oświadczeniu o wszczęciu postępowania naprawczego i załączonych dokumentach (za złożenie nieprawdziwych danych ustawa przewidywała odpowiedzialność karną).

Jeżeli przedsiębiorca był wpisany do Krajowego Rejestru Sądowego lub innego właściwego rejestru, do oświadczenia należało dołączyć odpis z rejestru.
O złożeniu oświadczenia o wszczęciu postępowania naprawczego przedsiębiorca ogłaszał w Monitorze Sądowym i Gospodarczym oraz w co najmniej jednym dzienniku o zasięgu lokalnym i w jednym o zasięgu ogólnopolskim. Ogłoszenie w Monitorze Sądowym i Gospodarczym nie mogło nastąpić przed upływem 14-dniowego terminu (który rozpoczynał się od złożenia oświadczenia sądowi), w którym sąd mógł zakazać wszczęcia postępowania naprawczego. Sąd mógł, w ciągu 14 dni od złożenia oświadczenia o wszczęciu postępowania naprawczego, zakazać wszczęcia tego postępowania jeżeli oświadczenie to zostało złożone z naruszeniem przepisów lub jeżeli zawarte w nim lub w załączonych dokumentach dane lub oświadczenia były nieprawdziwe.
Data ogłoszenia w Monitorze Sądowym i Gospodarczym była dniem wszczęcia postępowania naprawczego. Z dniem wszczęcia postępowania naprawczego przedsiębiorca składał wniosek o wpis informacji o wszczęciu postępowania naprawczego odpowiednio do Krajowego Rejestru Sądowego albo ewidencji działalności gospodarczej.
Po wszczęciu postępowania sąd ustanawiał nadzorcę sądowego (koszty jego pracy pokrywał przedsiębiorca prowadzący postępowanie naprawcze - w wysokości podwójnego przeciętnego miesięcznego wynagrodzenia w sektorze przedsiębiorstw) nadzorca sądowy miał za zadanie czuwać nad prawidłowym przebiegiem postępowania naprawczego, ponadto sąd mógł powołać biegłego w celu sprawdzenia prawdziwości danych w oświadczeniu przedsiębiorcy i sprawdzenia stanu przedsiębiorstwa. 
Skutki wszczęcia postępowania naprawczego były następujące:
- zawieszone zostają spłaty zobowiązań przedsiębiorcy;
- nie nalicza się odsetek należnych od przedsiębiorcy;

Nie mogły być wszczynane przeciwko przedsiębiorcy egzekucje i postępowania zabezpieczające, a wszczęte podlegały z mocy prawa zawieszeniu. 
Od dnia wszczęcia postępowania naprawczego do dnia prawomocnego zatwierdzenia układu albo umorzenia postępowania przedsiębiorca nie można było zbywać ani obciążać swego majątku. 
Głównym celem postępowania naprawczego i planu naprawy przedsiębiorstwa było przywrócenie przedsiębiorcy zdolności do konkurowania. Sposób naprawy (propozycje rozwiązań układowych) powinien był określać restrukturyzację zobowiązań, które mogły być objęte układami w postępowaniu upadłościowym oraz stan majątku oraz zatrudnienia w przedsiębiorstwie. 
Restrukturyzacja zobowiązań następowała w drodze układu zawartego na zgromadzeniu wierzycieli.
Od dnia 1 stycznia 2016 r. nie można wszcząć postępowania naprawczego. Zostało wprowadzone postępowanie restrukturyzacyjne. Jednakże w sprawach, w których przed dniem wejścia w życie Prawa restrukturyzacyjnego przedsiębiorca złożył oświadczenie o otwarciu postępowania naprawczego, stosuje się przepisy dotychczasowe.